# Saint-Sauveur-des-Landes
Saint-Sauveur-des-Landes (en bretó Kersalver-al-Lann) és un municipi francès, situat a la regió de Bretanya, al departament d'Ille i Vilaine. L'any 2006 tenia 1.313 habitants.

## Demografia
| 1962                                       | 1968  | 1975  | 1982  | 1990  | 1999  |
| ------------------------------------------ | ----- | ----- | ----- | ----- | ----- |
| 1.077                                      | 1.113 | 1.311 | 1.581 | 1.591 | 1.605 |
| Des de 1962: població sense dobles comptes |       |       |       |       |       |

## Administració
| Període   | Identitat          | Partit |
| --------- | ------------------ | ------ |
| 1995-2001 | René Binois        |        |
| 2001-2022 | Jean-Pierre Hardy  |        |
| 2023-     | Christophe Deroyer |        |